# Yangming Shan
Yangming Shan är en bergskedja i Kina. Den ligger i provinsen Hunan, i den södra delen av landet, omkring 260 kilometer sydväst om provinshuvudstaden Changsha.
Yangming Shan sträcker sig 97 km i nord-sydlig riktning. Den högsta punkten är 1 599 meter över havet.
Topografiskt ingår följande toppar i Yangming Shan:
- Haijiao Ling
- Hanhuangdian
- Jingshuiwan
- Mushantou
- Tiantang Shan
- Tongzhong Ling
- Xiufeng Ling
- Yangjiao Shan

Genomsnittlig årsnederbörd är 1 811 millimeter. Den regnigaste månaden är maj, med i genomsnitt 262 mm nederbörd, och den torraste är oktober, med 26 mm nederbörd.